# Chambost-Allières
Chambost-Allières település Franciaországban, Rhône megyében. Lakosainak száma 819 fő (2022. január 1.). Chambost-Allières Lamure-sur-Azergues, Chamelet, Létra, Saint-Just-d’Avray, Grandris, Saint-Cyr-le-Chatoux és Rivolet községekkel határos.

## Népesség
A település népességének változása:
| Lakosok száma | 794  | 820  | 840  | 839  | 836  | 833  | 830  | 831  | 819  |
|               | 2013 | 2015 | 2016 | 2017 | 2018 | 2019 | 2020 | 2021 | 2022 |